# Chlorure de prométhium(III)
Le chlorure de prométhium(III) ou trichlorure de prométhium est un composé chimique de formule PmCl3.

## Utilisation
147PmCl3 a été utilisé dans des applications de radioluminescence. Au contraire de nombreux autres nucléides, 147Pm n’émet pas de particules alpha qui dégraderaient le phosphore.